# لوگان استیبر
لوگان استیبر (متولد ۲۴ ژانویهٔ ۱۹۹۱) کشتی‌گیر آزادکار تیم ملی آمریکا است. وی برنده مدال طلا قهرمانی جهان ۲۰۱۶ بوداپست در وزن ۶۱ کیلوگرم شده‌است. وی در مرحله نیمه نهایی این مسابقات توانست درثانیه های پایانی بهنام احسان‌پور را شکست دهد.